# Santiago Cesanelli
Santiago Rodolfo Cesanelli (Rosario, Provincia de Santa Fe, Argentina, 1 de febrero de 1990) es un futbolista argentino. Domina perfectamente el idioma inglés. Juega de centro delantero o media punta. Se destaca tanto por su capacidad de definición, con ambos pies o cabeza, como por la movilidad, generosidad y precisión de asistencia de pases gol a sus compañeros.

## Trayectoria
Debutó en Inferiores jugando para Rosario Central en 2005 y jugó hasta el 2008. Cesanelli integró los planteles desde la categorías 8°va a 5°ta de Central, jugando un total de 100 partidos y convirtiendo 71 goles, siendo goleador en la última división donde jugó. Al no tener oportunidades de jugar en el primer equipo canaya, el jugador pidió su pase libre y pasó así a jugar, también en su ciudad, en las divisiones inferiores de Newell's Old Boys de Rosario. Allí el delantero disputó un total de 35 partidos en los que marcó en 23 oportunidades. Su buen desempeño en la 4°ta división, le valió el pase a la Reserva leprosa donde disputó nada más que 4 partidos y no pudo convertir goles. Su debut en la Reserva se produjo en julio de 2009 ante Argentinos Juniors en el Coloso Marcelo Bielsa, luego disputaría tres partidos más ante Estudiantes de La Plata, Boca Juniors y Godoy Cruz. Después de disputar esos partido las oportunidades escasearon, Cesanelli pidió su pase y se fue del club en 2010. Con el pase en su poder, fue a probar suerte a Chipre donde quedó pero a la hora de firmar surgieron problemas con el contrato que impidieron la realización de la misma. De allí el prometedor delantero cambio de aires con mucha esperanza a Alemania pero el viaje no terminó en contrato. Tras estar libre en 2011, el club lituano FK Šiauliai que milita en la A Lyga (Primera División de Lituania) puso sus ojos en el joven delantero argentino, y así el 30 de enero de 2012 firmó su vínculo por un año, consiguiendo así su primer contrato como profesional. 
Ha participado, representando a FK Siauliai, en partidos amistosos oficiales de pretemporada, contra equipos de Letonia, Estonia y Polonia convirtiendo 6 goles en esos 8 cotejos. En el torneo Liga A (primera división Lituana) 2012 ganó la titularidad en el plantel y ha jugado, alternando su ubicación entre nueve de área, media punta, enganche y carrilero por izquierda, de acuerdo a las necesidades del equipo. Jugó como titular en treinta y cinco de los treinta y seis partidos del torneo, entrando al comienzo del segundo tiempo en el restante y contabilizando un 95% de minutos en cancha. En las treinta y seis fechas  disputadas en el torneo, convirtió diez goles, nueve de ellos en la segunda mitad del año, coincidiendo esto con el arribo de un nuevo DT, que lo ubicó en cancha como media punta, en una posición más conocida para él que la de carrilero por izquierda a la que lo obligaba el planteo del técnico anterior. De la misma manera, cedió doce pases que terminaron en gol resultando, su compañero de ataque, goleador del torneo. En julio de 2012, su equipo, el FK Siauliai, participó de la edición 2012 de la Europa League. Santiago fue titular en ambos encuentros y no convirtió goles. En la Lyga Lituana, Siauliai Santiago fue titular en los 2 encuentros jugados y convirtió un gol.
En 2013 decidió no aceptar la renovación ofrecida por FK Siauliai. Luego tuvo otras propuestas de contrato en Europa y también en Uruguay y Argentina pero por diversas razones no terminaron en contrato. Está sin club, libre y con el pase en su poder, a la fecha.

## Clubes
| Club              | País      | Año             |
| ----------------- | --------- | --------------- |
| Rosario Central   | Argentina | 2005 - 2008     |
| Newell's Old Boys | Argentina | 2009 - 2010     |
| FK Šiauliai       | Lituania  | 2011 - 2012     |
| Alumni de Casilda | Argentina | 2014 - presente |

| Competición | Partidos | Titu. | Minutos | Goles | (C3) Europa League | 2 | 2 | 180 | 180 | Lietuvos taure | 2 | 2 | 136 | 1 | A Lyga | 35 | 34 | 2882 | 10 | TOTAL | 39 | 38 | 3198 | 11 |

## Palmarés
- Datos: Q9074240